# Spurius Icilius
Spurius Icilius  ou Sicinius est un des chefs plébéiens qui conduisirent le peuple sur le mont Sacré et qui contribuèrent à l'institution du tribunat (493 av. J.-C.). Il fut lui-même nommé tribun l'année suivante et fit passer une loi qui interdisait d'interrompre ces magistrats populaires quand ils parlaient dans l'assemblée du peuple : la lex Icilia. Il prit une part active aux poursuites contre Coriolan.